# 货币需求
货币需求（英语：Demand for liquidity，即流动性需求）即经济主体对货币的需求。根据货币的功能，货币可以分为支付手段、保值手段和计价单位。“流动性”此处即指货币或者货币需求。

## 交易需求
古典经济学家将货币视为交易中介——为达成交易所需要的流动性（LT）。
根据货币数量等式，收入和物价水平越高，流通速度越低，则需要越多的支付手段。

## 投机需求
凯恩斯在凯恩斯总模型中指货币是为了交易目的（LT）和保值目的（LS）。货币的“投机需求”（LS）并非是为了投机的资产，而是为了降低损失风险而以货币形式保值的资产。货币的“投机需求”有机会成本。

## 安全需求
非银行金融机构为了进行不可预知的交易而需要的流动性。这是必须的，因为经济主体对未来的状况是不确定，不能准确预知。
收入越高，安全需求的实际范围就越大，即可预见的交易数额越大。另一方面，必须的更新购买和维修的不确定性也需要货币的“安全需求”。“安全需求”在模型中一般不是独立的，一般被简化归入了“交易需求”。